# بيرار (مترو باريس)
بيرار (بالفرنسية: Pereire)‏ هي محطة مترو تابعة لمترو باريس تقع في فرنسا في الدائرة السابعة عشرة في باريس.[بحاجة لمصدر]